# Karolyn Ali
Karolyn Ali (* 29. August 1944 in Washington, D.C.; † 18. August 2015 in Los Angeles, Kalifornien) war eine US-amerikanische Filmproduzentin.
Ali begann ihre Laufbahn im Musikgeschäft als Assistentin von Benny Ashburn und sie arbeitete für Solar Records von Dick Griffey (1938–2010). 1984 war sie Mitbegründerin von Renge Films. Deren Fokus lag vor allem auf Werbung, parallel war Ali als Produzentin an Musikvideos beteiligt, so auch an dem Video zu Part-Time Lover. Ihr Schaffen betrug mehr als 200 Produktionen. Mit Kla$h aus dem Jahr 1994 war sie erstmals an einem Spielfilm beteiligt. Im Jahr 2000 wurde sie Mitarbeiterin von Tupac Shakurs Firma Amaru Entertainment. 2004 war sie beteiligt an der Dokumentation Tupac: Resurrection, wofür sie gemeinsam mit der Regisseurin Lauren Lazin bei der 77. Oscarverleihung für den Oscar in der Kategorie „Bester Dokumentarfilm“ nominiert war. Hinzu kam eine Nominierung für den Black Reel Award. Seit 2003 war Ali als Assistentin von Cheryl Boone Isaacs tätig, die von 2013 bis 2017 amtierende Präsidentin der Academy of Motion Picture Arts and Sciences.
Ali starb im Alter von 70 Jahren eines natürlichen Todes in ihrem Zuhause.